# Cartón piedra

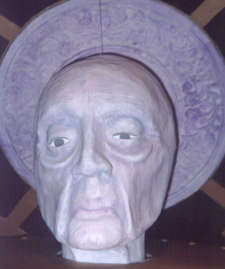
Escultura de cartón piedra.

El cartón piedra es una técnica similar al papel maché, en la cual se usa papel de cartón o escayola. Esta técnica sirve para confeccionar máscaras, títeres y los conocidos ninots de las Fallas de Valencia y las Hogueras de San Juan (Alicante) en España; también es usada para escenarios y el atrezzo de teatro y películas.

## Técnica
El cartón piedra se hace a partir del modelado en barro de la figura: se obtiene un negativo en escayola, dividido en dos, se trocean hojas de cartón, se mojan y pican con el fin de volverlas maleables y después se empapan en engrudo, formando sucesivas capas en los recovecos del molde. Cuando se seca dicho cartón, puede extraerse la pieza que se encuentra para unirla a otras y componer la figura preestablecida.
Una vez construida esta, se repasa su superficie exterior de nuevo con engrudo rebajado, se pegan pequeñas tiras de papel de periódico para cubrir los vacíos y desniveles, se remolda de pastel con el fin de lograr la expresión o gesto pretendido y se prepara para ser pintada. Esta operación recibe el nombre de donar de panel: la superficie del cartón se recubre con cuatro capas sucesivas de pasta o de cola. Después se procede al lijado de la figura para eliminar rugosidades o coágulos y finalmente se entona y pinta con pintura plástica o al óleo.